# Streetdance

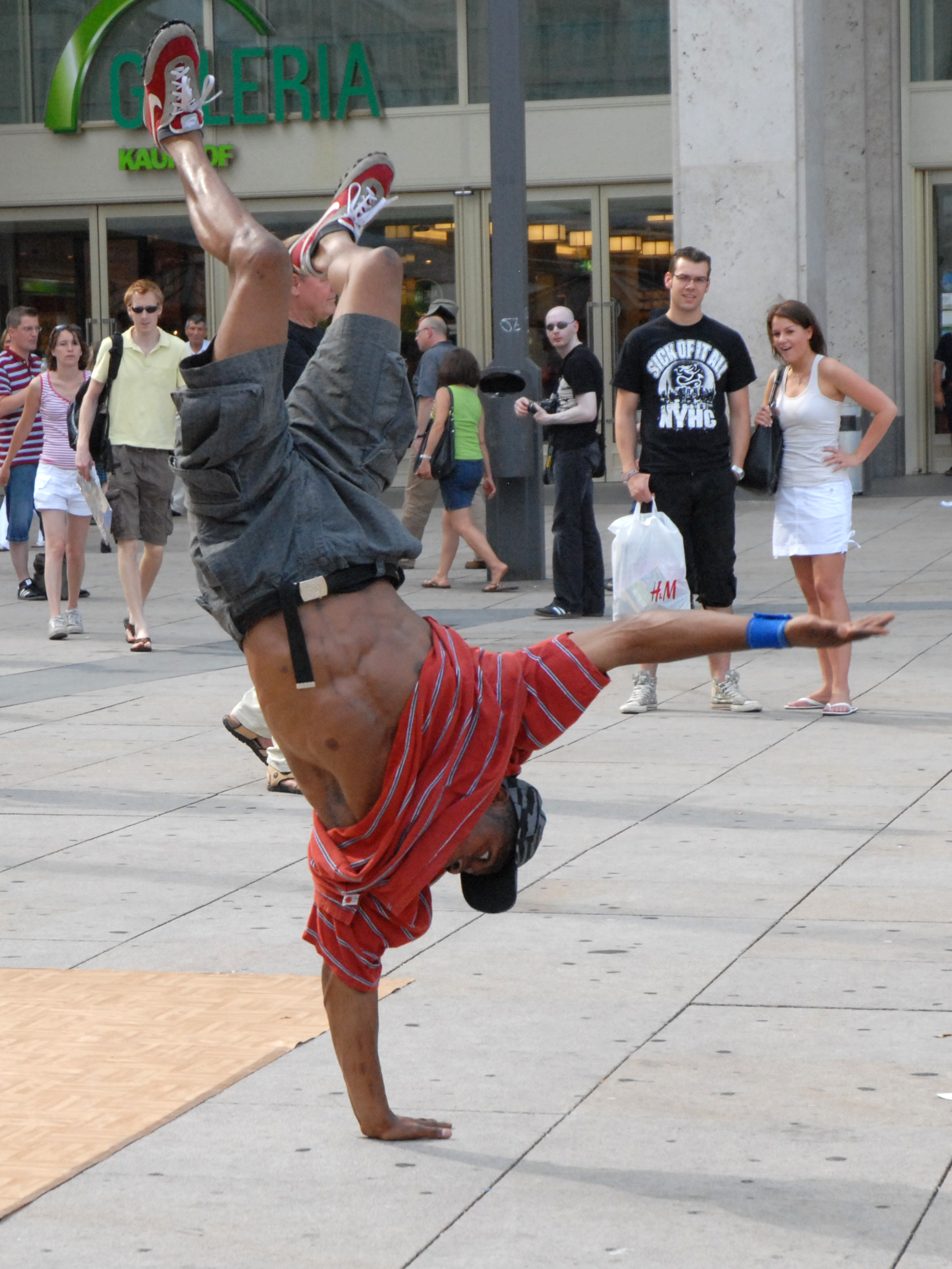
Streetdancer in Berlijn

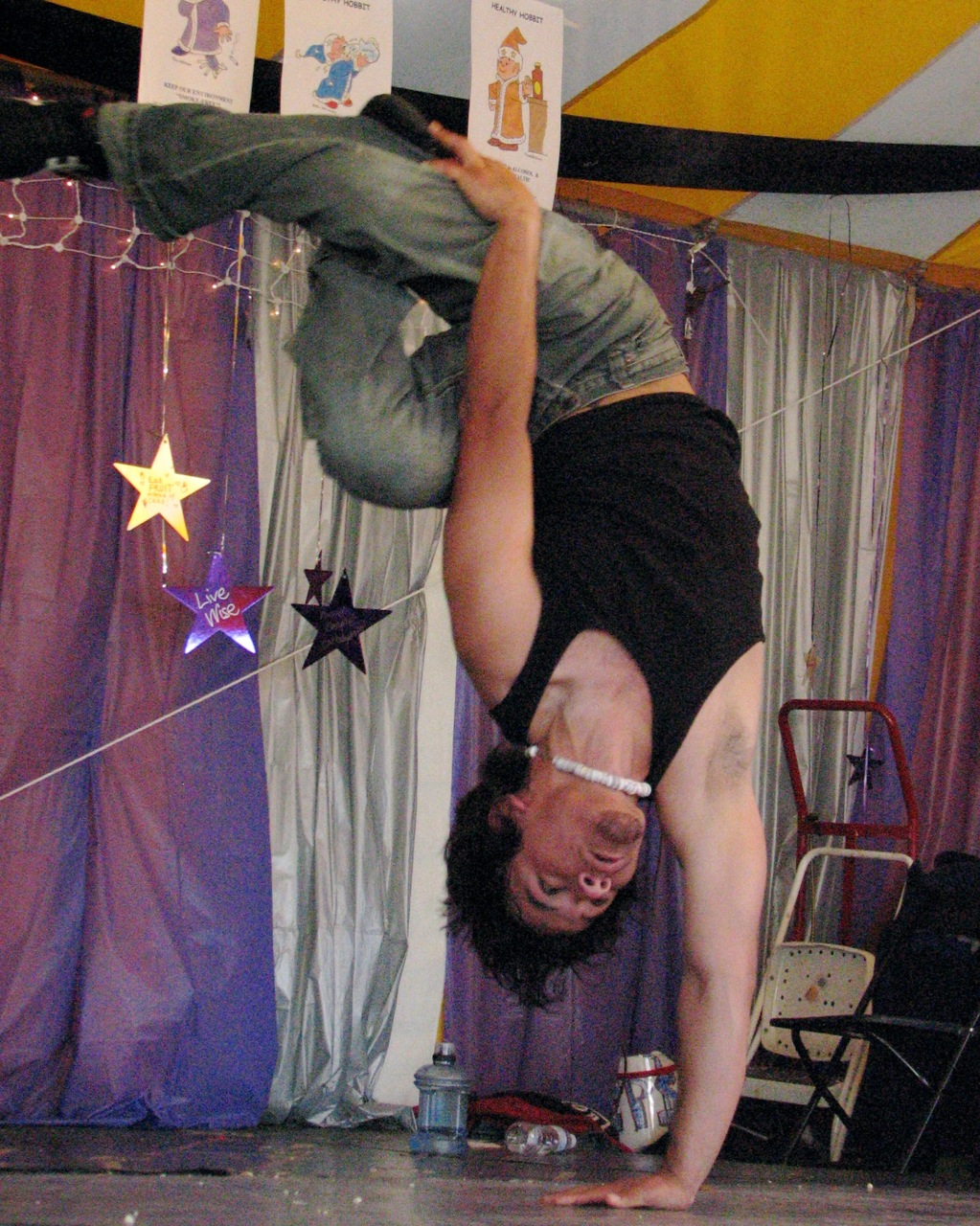
Een typerende beweging van streetdance.

Streetdance is een verzamelnaam van dansvormen die niet zijn ontwikkeld in dansinstituten maar op straat, in clubs en op middelbare scholen. Tegenwoordig kan streetdance gezien worden als een onderdeel van de hiphop en funkdancestijlen, die al in de jaren 1980 ontstonden. Er zijn geen regels, alle bewegingen zijn goed. 
Streetdance is een sport waarbij aspecten zoals improvisatie en aanmoediging door omstanders een rol spelen waarbij er vaak een sterke sociale interactie met omstanders en mededansers is. Streetdance wordt in Nederland vaak onderwezen op sportscholen. Er zijn in Nederland echter ook een aantal gespecialiseerde dansscholen voor hiphop en streetdance. 

## Geschiedenis en bewegingen
Van origine is Streetdance ontstaan in Harlem New York onder de noemer van Lindy Hop (Swindance) later is Streetdance bekender geworden in begin jaren 1980 in New York. Vooral in de achterstandswijken werd er veel op straat gedanst. Daar komt ook de naam vandaan. Deze dansers zijn vaak gekleed in "baggy clothes". Dit is ruim zittende kleding waarin men zich vrij kan bewegen. 
In Europa brak streetdance pas door in de jaren 1990. Deze stijl had veel invloed op mode, videoclips, graffiti, dj's, rappers en scratchers. Er verschenen regelmatig films  waarin veel aandacht was voor de subcultuur van de streetdance. 
Bij streetdance zijn veel bewegingen ontleend aan bewegingen uit videoclips, waardoor de stijl continu verandert. De bewegingen zijn vaak vrij losjes en komen heel luchtig over. Er wordt meestal op heel snelle muziek gedanst, waardoor het geheel een flitsende indruk maakt. In Streetdance zijn snelle bewegingen. Een van de bekendste bewegingen is de 'snake'. Deze is gebaseerd op de lenigheid van een slang. Het is hierbij eigenlijk de bedoeling dat men als het ware met zijn lichaam heen en weer gaat als een slang. Bij de body roll is het de bedoeling dat men een rol maakt en dan als het ware op een stoel gaat zitten.
Streetdance is bouncen op de beat. Men danst streetdance vooral op hiphop en r&b-muziek.

## Wedstrijden
Er zijn zowel nationaal als internationaal meerdere overkoepelende verenigingen voor streetdance die elk hun eigen kampioenschappen organiseren, bijvoorbeeld UDO,IDO en CDAF. 
Door toedoen van deze bonden is streetdance een internationale wedstrijdsport geworden. Het bereiken van de top kost veel training en inzet. 
Sommige bonden organiseren wedstrijden in leeftijdsgroepen, waarbij de oudste deelnemer van het team de categorie bepaalt:
- minicategorie
- minderjarige categorie (cadetten)
- juniorcategorie (junioren)
- jeugdcategorie (jeugd)
- seniorcategorie (senioren)